# DDR-Mannschaftsmeisterschaft im Schach 1952
Die DDR-Mannschaftsmeisterschaft im Schach 1952 wurde am 20. Juli 1952 im Ratskeller der Stadt Leipzig beendet.
Die BSG Einheit-Leipzig-Ost gewann nach 1951 ebenfalls die DDR-Mannschaftsmeisterschaft 1952.

## Rückblick der Siegermannschaft
Im Jahr 1949 errang die Betriebssportgemeinschaft Einheit-Leipzig-Ost (damals BSG Erich Zeigner) in Wernigerode die Meisterschaft der Ostzone Deutschlands. Im folgenden Jahr 1950 wurde in Binz die BSG KWU Leipzig erster DDR-Mannschaftsmeister, da sich die BSG Erich Zeigner bei der Sächsischen Meisterschaft nicht durchsetzen konnte. Obwohl die BSG KWU (Sektion Schach) 1951 in die BSG Einheit-Leipzig-Ost aufgegangen war, erlangte man nur knapp den Titel 1951.

## Neugliederung ab 1. Oktober 1952 für 1952/53
Aufgrund der Neuordnung der DDR wurden auch die Schachmeisterschaften neu gegliedert und zwar in Bezirksliga (6–12 Mannschaften), Bezirksklasse, 1. Kreisklasse, 2. Kreisklasse und 3. Kreisklasse.

## Kreuztabelle der Mannschaften (Rangliste)
|   | Verein                               | 1   | 2   | 3   | 4   | 5   | 6   | Punkte |
| - | ------------------------------------ | --- | --- | --- | --- | --- | --- | ------ |
| 1 | BSG Einheit-Leipzig-Ost              |     | 7,0 | 6,0 | 6,0 | 7,0 | 9,0 | 35,0   |
| 2 | BSG Empor-Werner-Seelenbinder-Berlin | 3,0 |     | 4,5 | 4,5 | 6.0 | 8,5 | 26,5   |
| 3 | BSG Einheit-Rostock                  | 4,0 | 5,5 |     | 4,5 | 5,5 | 5,5 | 25,0   |
| 4 | BSG Aufbau-Börde-Magdeburg           | 4,0 | 5,5 | 5,5 |     |     | 6,5 | 21,5   |
| 5 | BSG Empor-Erfurt                     | 3,0 | 4,0 | 4,5 |     |     | 5,0 | 16,5   |
| 6 | BSG Einheit-Landesregierung Potsdam  | 1,0 | 1,5 | 4,5 | 3,5 | 5,0 |     | 15,5   |

Anmerkung: Der Wettkampf Magdeburg gegen Erfurt wurde kam nach mehrmaliger Verlegung nicht zustande. Damit ist die Platzierung der Meisterschaft mit Ausnahme des ersten und letzten Platzes inoffiziell. Magdeburg hätte durch einen Sieg gegen Erfurt noch auf Platz 2 vorstoßen können. Die Erfurter hätten mit einem deutlichen Sieg ihrerseits mindestens Magdeburg noch überholen können.

## Die Meistermannschaft
| 1.            | BSG Einheit-Leipzig-Ost |
| Schachfiguren | Wolfgang Pietzsch, Günter Weinitschke, Schiffer, Hans Engel, Kurt Großner, Herbert Starke, Pohle, Rolf Pötzschmann, Dethloff, Lothar Zenker |